# Atalaya (P-74)
El Atalaya (P-74), es el último de los cuatro patrulleros de altura de la Clase Serviola propiedad de la Armada Española, y tiene su base en la estación naval de La Graña, Ferrol.

## Historial
Durante la guerra del fletán, fue enviado a aguas del Gran Banco de Terranova el 18 de abril para dar relevo al Centinela (P-72), siendo relevado por el Vigía (P-73) el 6 de mayo de 1995, volviendo de nuevo a aquellas aguas entre el 13 y el 31 de junio.
Entre el 8 y el 12 de febrero de 2010, fue el buque designado para proporcionar seguridad a los participantes de la XXXIII edición de la Copa América.
El 3 de mayo de 2011 se vio envuelto en un incidente en aguas reclamadas por Gibraltar, al indicar a un mercante allí fondeado que debía abandonar la zona, al no tener autorización para fondear en aguas españolas, mientras que desde el peñón se les ordenaba permanecer anclados al tiempo que se les indicaba que España no tenía jurisdicción sobre aquellas aguas. Una vez que el Atalaya hubo abandonado la zona, fue enviado allí el patrullero británico HMS Scimitar.
En agosto de 2015 participó en la detención del velero Silver Black al noroeste de las Islas Azores que trasportaba 600 kg de cocaína desde Sudamérica a Galicia.
El 21 de febrero de 2016 zarpó desde su base en Ferrol con rumbo al golfo de Guinea para tareas de cooperación con distintos países de la zona por un periodo de tres meses. En octubre de 2016 participó en las tareas de seguimiento de la flota rusa encabezada por el portaaviones Almirante Kuznetsov en su ruta desde el Báltico al Mediterráneo oriental.